# Dana Shrader
Dana Jayne Shrader, nach Heirat Dana Jayne Butler, (* 10. Juli 1956 in Lynwood, Kalifornien) ist eine ehemalige Schwimmerin aus den Vereinigten Staaten.

## Karriere
Bei den Olympischen Spielen 1972 in München schwammen mit Deena Deardurff, Dana Shrader und Ellie Daniel drei Schwimmerinnen aus den Vereinigten Staaten im Finale über 100 Meter Schmetterling und belegten die Plätze vier bis sechs. Zwei Tage nach dem Finale wurde die 4-mal-100-Meter-Lagenstaffel ausgetragen. Susie Atwood, Judy Melick, Dana Shrader und Shirley Babashoff erreichten als Vorlaufschnellste mit 0,01 Sekunden Vorsprung vor der Staffel aus der DDR das Finale. Im Endlauf schwammen Melissa Belote, Catherine Carr, Deena Deardurff und Sandy Neilson in der Weltrekordzeit von 4:20,75 Minuten fast sieben Sekunden schneller als die Vorlaufstaffel und gewannen mit vier Sekunden Vorsprung die Goldmedaille. Schwimmerinnen, die nur im Staffelvorlauf eingesetzt worden waren, erhielten gemäß den bis einschließlich 1980 gültigen Regeln keine Medaillen.
Dana Shrader schwamm für die Sunny Hills High School und für den Lakewood Aquatic Club. 1980 graduierte sie an der University of Southern California. Sie arbeitete später als Dentalhygienikerin.